# Diphlebia nymphoides
Diphlebia nymphoides är en trollsländeart som beskrevs av Tillyard 1912. Diphlebia nymphoides ingår i släktet Diphlebia och familjen Lestoideidae. Inga underarter finns listade i Catalogue of Life.

## Bildgalleri

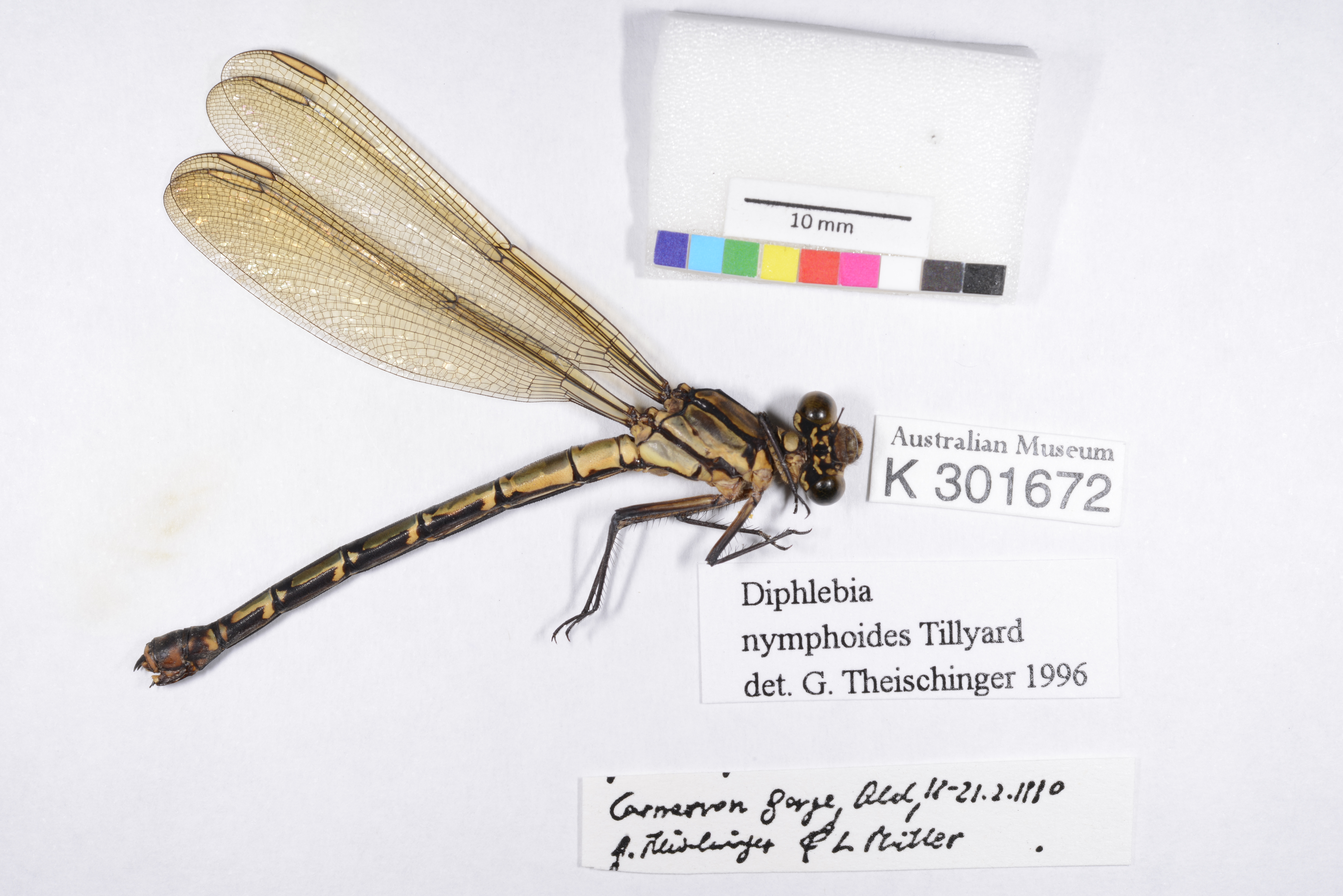
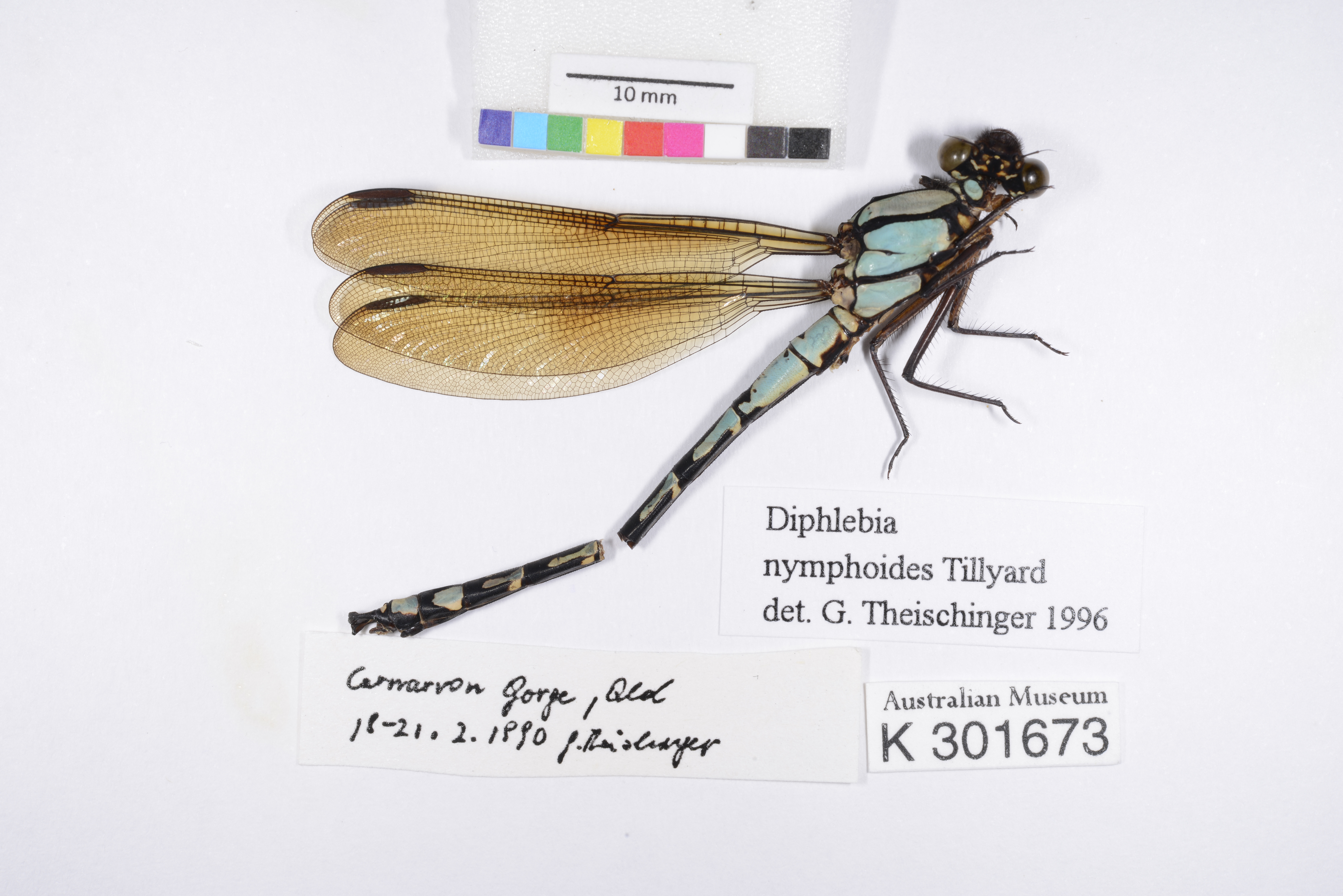
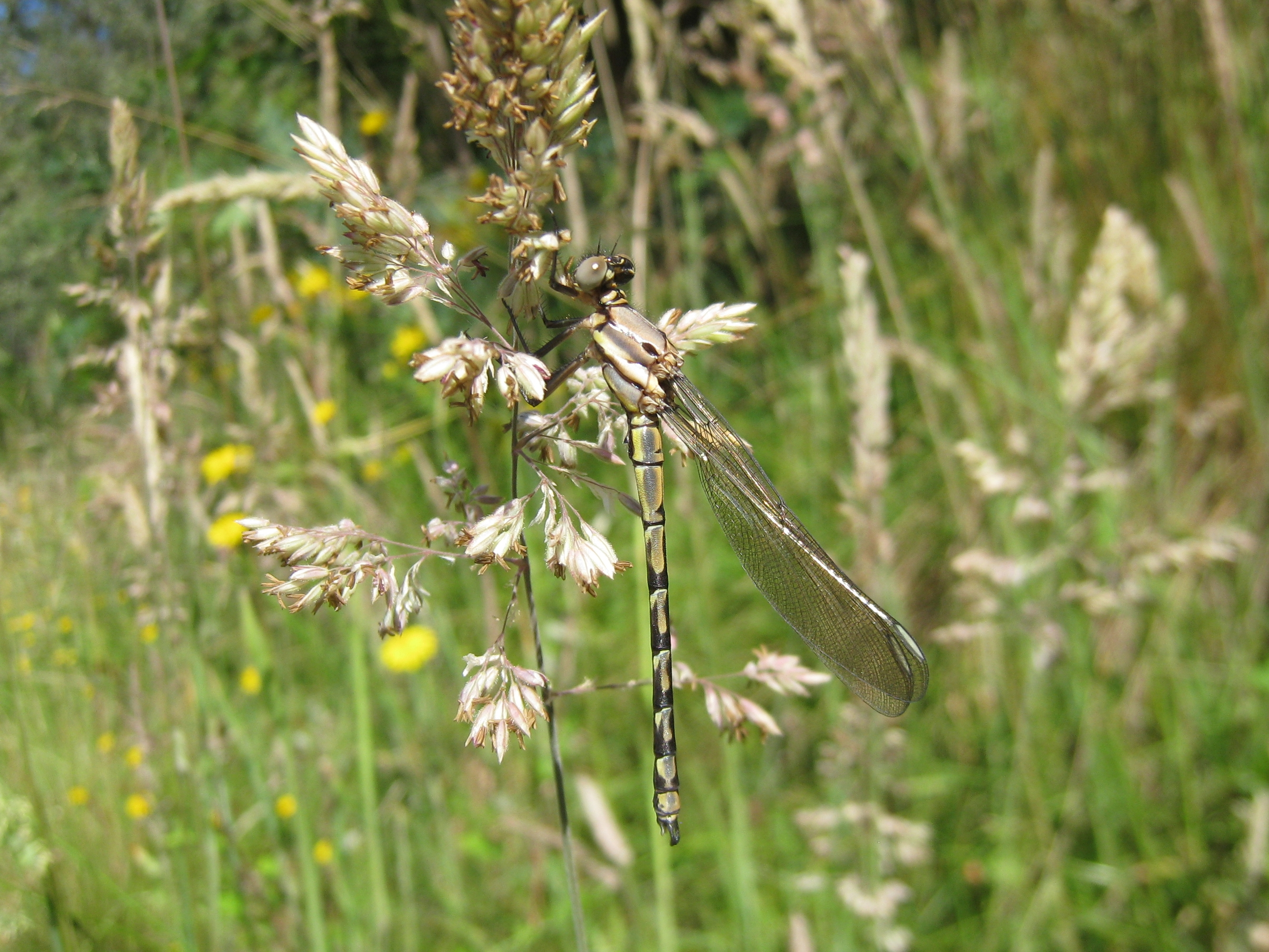
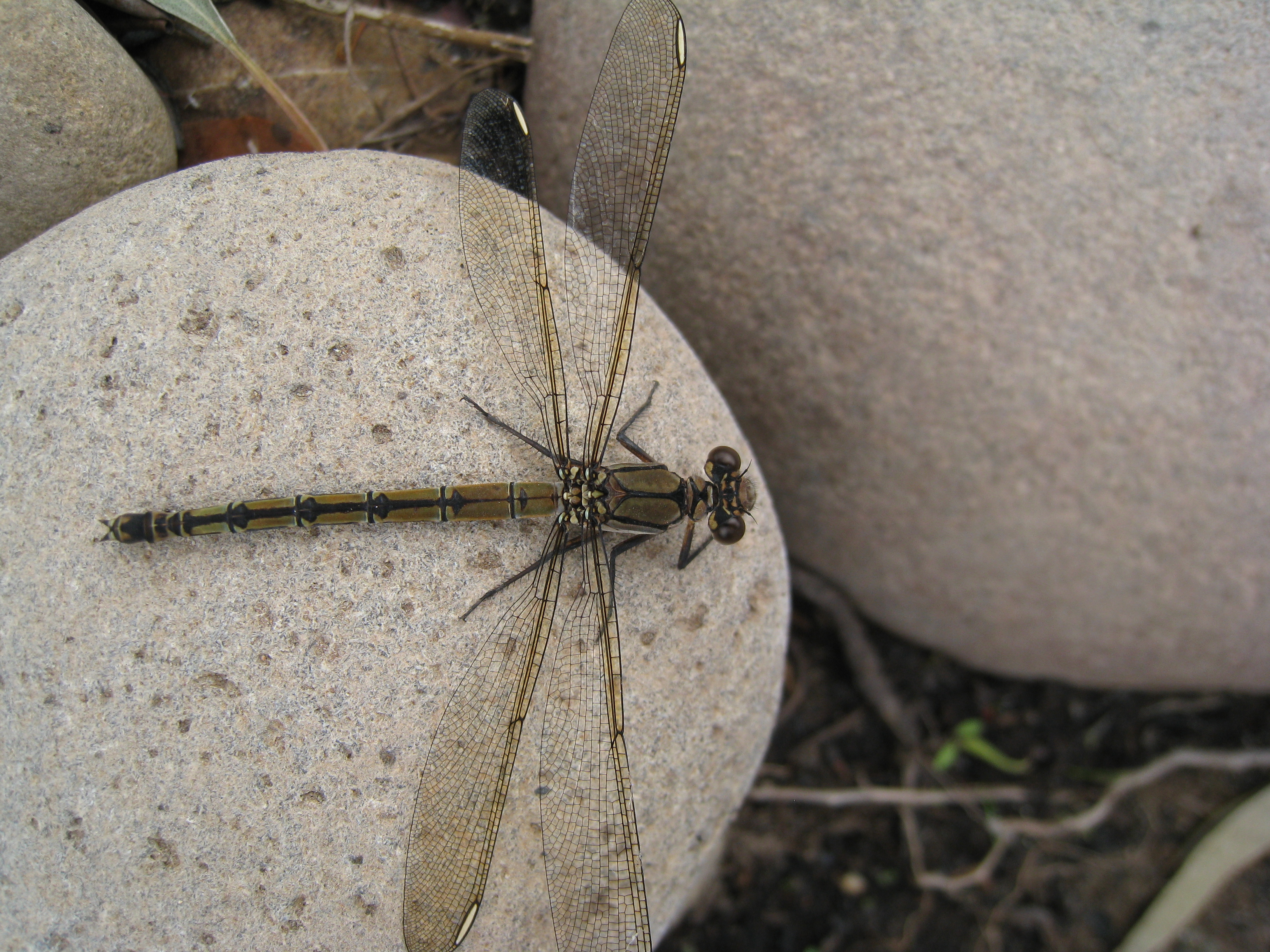